# 短體無鬚鯰
短體無鬚鯰，為輻鰭魚綱鯰形目項鰭鯰科無鬚鯰屬的其中一種，為熱帶淡水魚類，分布於南美洲亞馬遜河上游流域，體長可達16公分，棲息在底層水域，生活習性不明。

## 扩展阅读
維基物種上的相關：短體無鬚鯰